# Lista monumentelor istorice din județul Buzău - S

Simbol pentru monumentele istorice

Lista monumentelor istorice din județul Buzău - S cuprinde monumentele istorice înscrise în Patrimoniul cultural național al României și aflate în localități ce încep cu litera S din județul Buzău.
Lista completă este menținută și actualizată periodic de către Ministerul Culturii, Cultelor și Patrimoniului Național din România, prin intermediul Institutului Național al Patrimoniului, ultima versiune datând din 2015. Această listă cuprinde și actualizările ulterioare, realizate prin ordin al ministrului culturii.
| Cod LMI                               | Denumire                                                        | Localitate                           | Localizare | Datare, Creatori                                                               | Imagine               | Erori             |
| ------------------------------------- | --------------------------------------------------------------- | ------------------------------------ | --- | ------------------------------------------------------------------------------ | --------------------- | ----------------- |
| BZ-I-s-B-02276 (RAN: 49162.01)        | Situl arheologic de la Săhăteni                                 | sat Săhăteni; comuna Săhăteni        | „Movila Piersicului”, „Movila Galbenă”, „Movila Dărăbani”, „Movila Rotundă” 45.04306°N 26.51472°E                                             |                                                                                | Încarcă foto \| video | Raportează eroare |
| BZ-I-m-B-02276.01 (RAN: 49162.04.01)  | Așezare, punct „Movila Piersicului”                             | sat Săhăteni; comuna Săhăteni        | „Movila Piersicului”, la 2,5 km S de sat 45.74972°N 26.49139°E                                                                                | sec. XVI - XVIII                                                               | Încarcă foto \| video | Raportează eroare |
| BZ-I-m-B-02276.02 (RAN: 49162.04.02)  | Necropolă, punct „Movila Piersicului”                           | sat Săhăteni; comuna Săhăteni        | „Movila Piersicului”, la 2,5 km S de sat 45.74972°N 26.49139°E                                                                                | sec. XI, Epoca migrațiilor                                                     | Încarcă foto \| video | Raportează eroare |
| BZ-I-m-B-02276.03 (RAN: 49162.06.01)  | Necropolă, punct „Movila Galbenă”                               | sat Săhăteni; comuna Săhăteni        | „Movila Galbenă”, la 1,4 km S de calea ferată și la 1,5 km E de canalul Năianca 45.02056°N 26.53167°E                                         | sec. XIII - XV, Epoca medievală                                                | Încarcă foto \| video | Raportează eroare |
| BZ-I-m-B-02276.04 (RAN: 49162.02.02)  | Necropolă, punct „Movila Dărăbani”                              | sat Săhăteni; comuna Săhăteni        | „Movila Dărăbani”, la NV de sat, cca. 0,5 km                                                                                                  | mil. I, Epoca fierului                                                         | Încarcă foto \| video | Raportează eroare |
| BZ-I-m-B-02276.05 (RAN: 49162.02.01)  | Așezare, punct „Movila Dărăbani”                                | sat Săhăteni; comuna Săhăteni        | „Movila Dărăbani”, la NV de sat, cca. 0,5 km                                                                                                  | mil. IV, Eneolitic                                                             | Încarcă foto \| video | Raportează eroare |
| BZ-I-m-B-02276.06 (RAN: 49162.03.02)  | Așezare                                                         | sat Săhăteni; comuna Săhăteni        | La N- NV de sat, pe botul de deal de la sediul fostei ferme IAS 45.03611°N 26.52778°E                                                         | sec. IX, Epoca medievală timpurie, Cultura Dridu                               | Încarcă foto \| video | Raportează eroare |
| BZ-I-m-B-02276.07 (RAN: 49162.03.01)  | Așezare                                                         | sat Săhăteni; comuna Săhăteni        | La N- NV de sat, pe botul de deal de la sediul fostei ferme IAS 45.03611°N 26.52778°E                                                         | mil. III - II, Epoca bronzului                                                 | Încarcă foto \| video | Raportează eroare |
| BZ-I-m-B-02276.08                     | Așezare                                                         | sat Săhăteni; comuna Săhăteni        | La N de sat, podul peste pârâul Năianca | mil. III - II, Epoca bronzului                                                 | Încarcă foto \| video | Raportează eroare |
| BZ-I-m-B-02276.09 (RAN: 49162.05.01)  | Necropolă, punct „Movila Rotundă”                               | sat Săhăteni; comuna Săhăteni        | „Movila Rotundă”, la 1 km S de calea ferată și 1,3 km E de canalul Năianca                                                                    | mil. IV, Eneolitic                                                             | Încarcă foto \| video | Raportează eroare |
| BZ-I-s-B-02277 (RAN: 46858.02)        | Situl arheologic de la Sălcioara                                | sat Sălcioara; comuna Ghergheasa     | „Movila Nebunului”, „Trei Movile” |                                                                                | Încarcă foto \| video | Raportează eroare |
| BZ-I-m-B-02277.01 (RAN: 46858.01.04)  | Așezare                                                         | sat Sălcioara; comuna Ghergheasa     | „Trei Movile”, în colțul Pădurii Sălcioara, la cca. 1 km NV de sat                                                                            | sec. XVI - XVIII                                                               | Încarcă foto \| video | Raportează eroare |
| BZ-I-m-B-02277.02 (RAN: 46858.02.03)  | Așezare                                                         | sat Sălcioara; comuna Ghergheasa     | „Movila Nebunului”, în colțul Pădurii Sălcioara, la 3,5 km NV de sat                                                                          | sec. XI, Epoca medievală timpurie, Cultura Dridu                               | Încarcă foto \| video | Raportează eroare |
| BZ-I-m-B-02277.03 (RAN: 46858.01.03)  | Vestigii                                                        | sat Sălcioara; comuna Ghergheasa     | „Trei Movile”, în colțul Pădurii Sălcioara, la cca. 1 km NV de sat                                                                            | sec. III - IV p. Chr., Epoca migrațiilor, Cultura Sântana de Mureș - Cerneahov | Încarcă foto \| video | Raportează eroare |
| BZ-I-m-B-02277.04 (RAN: 46858.02.01)  | Așezare                                                         | sat Sălcioara; comuna Ghergheasa     | „Movila Nebunului”, în colțul Pădurii Sălcioara, la 3,5 km NV de sat                                                                          | mil. VI - V, Neolitic                                                          | Încarcă foto \| video | Raportează eroare |
| BZ-I-m-B-02277.05 (RAN: 46858.01.02)  | Așezare                                                         | sat Sălcioara; comuna Ghergheasa     | „Trei Movile”, în colțul Pădurii Sălcioara, la cca. 1 km NV de sat                                                                            | sec. XII - V a. Chr, Hallstatt                                                 | Încarcă foto \| video | Raportează eroare |
| BZ-I-m-B-02277.06 (RAN: 46858.01.05)  | Așezare                                                         | sat Sălcioara; comuna Ghergheasa     | „Trei Movile”, în colțul Pădurii Sălcioara, la cca. 1 km NV de sat                                                                            | mil. V, Neolitic târziu                                                        | Încarcă foto \| video | Raportează eroare |
| BZ-I-m-B-02277.07 (RAN: 46858.01.01)  | Așezare                                                         | sat Sălcioara; comuna Ghergheasa     | „Trei Movile”, în colțul Pădurii Sălcioara, la cca. 1 km NV de sat                                                                            | mil. V, Eneolitic                                                              | Încarcă foto \| video | Raportează eroare |
| BZ-I-s-B-02278 (RAN: 49215.01)        | Situl arheologic de la Săpoca                                   | sat Săpoca; comuna Săpoca            | „Cula Săpocii”, pe marginea de S și E a dealului                                                                                              |                                                                                | Încarcă foto \| video | Raportează eroare |
| BZ-I-m-B-02278.01 (RAN: 49215.01.03)  | Așezare                                                         | sat Săpoca; comuna Săpoca            | „Cula Săpocii”, pe marginea de S și E a dealului                                                                                              | sec. III - IV p. Chr., Epoca migrațiilor, Cultura Sântana de Mureș - Cerneahov | Încarcă foto \| video | Raportează eroare |
| BZ-I-m-B-02278.02 (RAN: 49215.01.04)  | Necropolă                                                       | sat Săpoca; comuna Săpoca            | „Cula Săpocii”, pe marginea de S și E a dealului                                                                                              | sec. III - IV p. Chr., Epoca migrațiilor, Cultura Sântana de Mureș - Cerneahov | Încarcă foto \| video | Raportează eroare |
| BZ-I-m-B-02278.03 (RAN: 49215.01.01)  | Așezare                                                         | sat Săpoca; comuna Săpoca            | „Cula Săpocii”, pe marginea de S și E a dealului                                                                                              | mil. III - II, Epoca bronzului, Cultura Monteoru                               | Încarcă foto \| video | Raportează eroare |
| BZ-I-m-B-02278.04 (RAN: 49215.01.02)  | Necropolă                                                       | sat Săpoca; comuna Săpoca            | „Cula Săpocii”, pe marginea de S și E a dealului                                                                                              | mil. III - II, Epoca bronzului, Cultura Monteoru                               | Încarcă foto \| video | Raportează eroare |
| BZ-I-s-A-02279 (RAN: 47550.01)        | Situl arheologic de la Sărata Monteoru, punct „Dealul Cetățuia” | sat Sărata Monteoru; comuna Merei    | „Dealul Cetățuia” și „Poiana Scorușului”, până la albia râului Sărata                                                                         |                                                                                | Încarcă foto \| video | Raportează eroare |
| BZ-I-m-A-02279.01 (RAN: 47550.01.07)  | Așezare                                                         | sat Sărata Monteoru; comuna Merei    | „Dealul Cetățuia” și „Poiana Scorușului”, până la albia râului Sărata 45.14056°N 26.65333°E                                                   | sec. X - XII, Epoca medievală timpurie                                         | Încarcă foto \| video | Raportează eroare |
| BZ-I-m-A-02279.02 (RAN: 47550.01.06)  | Necropolă de incinerație                                        | sat Sărata Monteoru; comuna Merei    | „Dealul Cetățuia” și „Poiana Scorușului”, până la albia râului Sărata 45.14056°N 26.65333°E                                                   | sec. VI - VII, Epoca migrațiilor                                               | Încarcă foto \| video | Raportează eroare |
| BZ-I-m-A-02279.03 (RAN: 47550.01.05)  | Așezare                                                         | sat Sărata Monteoru; comuna Merei    | „Dealul Cetățuia” și „Poiana Scorușului”, până la albia râului Sărata 45.14056°N 26.65333°E                                                   | sec. II - I a. Chr., Latène, Cultura geto-dacică                               | Încarcă foto \| video | Raportează eroare |
| BZ-I-m-A-02279.04 (RAN: 47550.01.04)  | Așezare                                                         | sat Sărata Monteoru; comuna Merei    | „Dealul Cetățuia” și „Poiana Scorușului”, până la albia râului Sărata 45.14056°N 26.65333°E                                                   | sec. XII - IX a. Chr., Hallstatt timpuriu                                      | Încarcă foto \| video | Raportează eroare |
| BZ-I-m-A-02279.05 (RAN: 47550.01.02)  | Așezare                                                         | sat Sărata Monteoru; comuna Merei    | „Dealul Cetățuia” și „Poiana Scorușului”, până la albia râului Sărata 45.14056°N 26.65333°E                                                   | mil. III - II, Epoca bronzului, Cultura Monteoru                               | Încarcă foto \| video | Raportează eroare |
| BZ-I-m-A-02279.06 (RAN: 47550.01.03)  | Necropolă (cimitirele 1 - 4)                                    | sat Sărata Monteoru; comuna Merei    | „Dealul Cetățuia”, și „Poiana Scorușului”, până la albia râului Sărata 45.14056°N 26.65333°E                                                  | mil. III - II, Epoca bronzului, Cultura Monteoru                               | Încarcă foto \| video | Raportează eroare |
| BZ-I-m-A-02279.07 (RAN: 47550.01.01)  | Așezare                                                         | sat Sărata Monteoru; comuna Merei    | „Dealul Cetățuia” și „Poiana Scorușului”, până la albia râului Sărata 45.14056°N 26.65333°E                                                   | mil. IV, Eneolitic, Cultura Cucuteni, faza B                                   | Încarcă foto \| video | Raportează eroare |
| BZ-I-s-B-02280 (RAN: 47550.02)        | Situl arheologic de la Sărata Monteoru, punct „Huioabă”         | sat Sărata Monteoru; comuna Merei    | „Huioaba” |                                                                                | Încarcă foto \| video | Raportează eroare |
| BZ-I-m-B-02280.01 (RAN: 47550.02.03)  | Așezare                                                         | sat Sărata Monteoru; comuna Merei    | „Huioaba”, pe terasa înaltă de pe stânga pârâului Sărata, la poalele Dealului Călugărului                                                     | sec. X, Epoca migrațiilor                                                      | Încarcă foto \| video | Raportează eroare |
| BZ-I-m-B-02280.02 (RAN: 47550.02.02)  | Așezare                                                         | sat Sărata Monteoru; comuna Merei    | „Huioaba”, pe malul drept alpârâului Sărata, la casa Brătulescuși vecinii, pe drumul forestier reamenajat în anii ‘80, la cca. 1 km NE de sat | sec. XII - V a. Chr., Hallstatt                                                | Încarcă foto \| video | Raportează eroare |
| BZ-I-s-B-02281 (RAN: 50184.01)        | Așezare                                                         | sat Săsenii Noi; comuna Vernești     | La VNV de izvorul Oarba, pe drumul Baloșului                                                                                                  | sec. V a. Chr - I p. Chr., Latène                                              | Încarcă foto \| video | Raportează eroare |
| BZ-I-s-B-02282 (RAN: 50184.02)        | Așezare                                                         | sat Săsenii Noi; comuna Vernești     | „Pe Dealul Baloșu”, pe drumul Baloșului | sec. II - I a. Chr., Latène, Cultura geto-dacică                               | Încarcă foto \| video | Raportează eroare |
| BZ-I-s-B-02283 (RAN: 50200.01)        | Situl arheologic de la Săsenii Vechi                            | sat Săsenii Vechi; comuna Vernești   | „Gura Hulei” |                                                                                | Încarcă foto \| video | Raportează eroare |
| BZ-I-m-B-02283.01 (RAN: 50200.01.05)  | Așezare                                                         | sat Săsenii Vechi; comuna Vernești   | „Gura Hulei” | sec. X, Epoca medievală timpurie                                               | Încarcă foto \| video | Raportează eroare |
| BZ-I-m-B-02283.02 (RAN: 50200.01.04)  | Așezare                                                         | sat Săsenii Vechi; comuna Vernești   | „Gura Hulei” | sec. III - IV p. Chr., Epoca migrațiilor, Cultura Sântana de Mureș - Cerneahov | Încarcă foto \| video | Raportează eroare |
| BZ-I-m-B-02283.03 (RAN: 50200.01.03)  | Așezare                                                         | sat Săsenii Vechi; comuna Vernești   | „Gura Hulei” | sec. V a. Chr. - I p. Chr., Latène, Cultura geto-dacică                        | Încarcă foto \| video | Raportează eroare |
| BZ-I-m-B-02283.04 (RAN: 50200.01.02)  | Așezare                                                         | sat Săsenii Vechi; comuna Vernești   | „Gura Hulei” | mil. IV, Eneolitic, Cultura Gumelnița                                          | Încarcă foto \| video | Raportează eroare |
| BZ-I-m-B-02283.05 (RAN: 50200.01.01)  | Așezare                                                         | sat Săsenii Vechi; comuna Vernești   | „Gura Hulei” | mil. VI - V, Neolitic mijlociu, Cultura Boian                                  | Încarcă foto \| video | Raportează eroare |
| BZ-I-s-B-02284 (RAN: 45469.01)        | Situl arheologic de la Scăeni                                   | sat Scăeni; comuna Bozioru           | „Izvorul Murătoarea”, „Dealul Tocitorilor”, „Poduri” sau „Grădinile Mari”                                                                     |                                                                                | Încarcă foto \| video | Raportează eroare |
| BZ-I-m-B-02284.01 (RAN: 45469.03.03)  | Așezare, punct „Izvorul Murătoarea”                             | sat Scăeni; comuna Bozioru           | „Izvorul Murătoarea” | sec. XVIII                                                                     | Încarcă foto \| video | Raportează eroare |
| BZ-I-m-B-02284.02 (RAN: 45469.03.02)  | Așezare, punct „Izvorul Murătoarea”                             | sat Scăeni; comuna Bozioru           | „Izvorul Murătoarea” | sec. V a. Chr. - I p. Chr., Latène                                             | Încarcă foto \| video | Raportează eroare |
| BZ-I-m-B-02284.03 (RAN: 45469.03.01)  | Așezare, punct „Izvorul Murătoarea”                             | sat Scăeni; comuna Bozioru           | „Izvorul Murătoarea” | mil. III - II, Epoca bronzului                                                 | Încarcă foto \| video | Raportează eroare |
| BZ-I-m-B-02284.04 (RAN: 45469.04.02)  | Așezare, punct „Dealul Tocitorilor”                             | sat Scăeni; comuna Bozioru           | „Dealul Tocitorilor”, pe drumul care urcă din sat spre șeaua dealului, prin care se trece peste aceasta                                       | mil. I p. Chr.                                                                 | Încarcă foto \| video | Raportează eroare |
| BZ-I-m-B-02284.05 (RAN: 45469.04.01)  | Așezare, punct „Dealul Tocitorilor”                             | sat Scăeni; comuna Bozioru           | „Dealul Tocitorilor”, pe drumul care urcă din sat spre șeaua dealului prin care se trece peste aceasta                                        | mil. III - II, Epoca bronzului                                                 | Încarcă foto \| video | Raportează eroare |
| BZ-I-m-B-02284.06 (RAN: 45469.02.02)  | Așezare, punct „Poduri sau Grădinile Mari”                      | sat Scăeni; comuna Bozioru           | „Poduri sau Grădinile Mari”, la SV de sat | mil. I p. Chr., Epoca migrațiilor                                              | Încarcă foto \| video | Raportează eroare |
| BZ-I-m-B-02284.07 (RAN: 45469.02.01)  | Așezare, punct „Poduri sau Grădinile Mari”                      | sat Scăeni; comuna Bozioru           | „Poduri sau Grădinile Mari”, la SV de sat | mil. III - II, Epoca bronzului                                                 | Încarcă foto \| video | Raportează eroare |
| BZ-I-m-B-02284.08                     | Așezare, punct „La Siliște”                                     | sat Scăeni; comuna Bozioru           | „La Siliște”, pe dreapta pârâului Murătoarea                                                                                                  | mil. III - II, Epoca bronzului                                                 | Încarcă foto \| video | Raportează eroare |
| BZ-I-s-B-02285 (RAN: 49322.01)        | Așezare                                                         | sat Scorțoasa; comuna Scorțoasa      | „Valea Balaurului”, cca. 4 km de centrul satului                                                                                              | mil. VI - V, Neolitic, Cultura Boian                                           | Încarcă foto \| video | Raportează eroare |
| BZ-I-s-B-02286 (RAN: 48432.01)        | Situl arheologic de la Sibiciu de Sus                           | sat Sibiciu de Sus; oraș Pătârlagele | „Dealul Burdușoaia”, pe panta de E a acestuia, între șoseaua spre Colți și drumul spre Gornet                                                 |                                                                                | Încarcă foto \| video | Raportează eroare |
| BZ-I-m-B-02286.01 (RAN: 48432.01.05)  | Așezare                                                         | sat Sibiciu de Sus; oraș Pătârlagele | „Dealul Burdușoaia”, pe panta de E a acestuia, între șoseaua spre Colți și drumul spre Gornet                                                 | sec. VII - VIII, Epoca migrațiilor                                             | Încarcă foto \| video | Raportează eroare |
| BZ-I-m-B-02286.02 (RAN: 48432.01.04)  | Așezare                                                         | sat Sibiciu de Sus; oraș Pătârlagele | „Dealul Burdușoaia”, pe panta de E a acestuia, între șoseaua spre Colți și drumul spre Gornet                                                 | sec. VI - VII, Epoca medievală timpurie, Cultura Ipotești - Cândești           | Încarcă foto \| video | Raportează eroare |
| BZ-I-m-B-02286.03 (RAN: 48432.01.03)  | Așezare                                                         | sat Sibiciu de Sus; oraș Pătârlagele | „Dealul Burdușoaia”, pe panta de E a acestuia, între șoseaua spre Colți și drumul spre Gornet                                                 | sec. V a. Chr. - I p. Chr., Latène                                             | Încarcă foto \| video | Raportează eroare |
| BZ-I-m-B-02286.04 (RAN: 48432.01.02)  | Așezare                                                         | sat Sibiciu de Sus; oraș Pătârlagele | „Dealul Burdușoaia”, pe panta de E a acestuia, între șoseaua spre Colți și drumul spre Gornet                                                 | sec. VI - IV a. Chr., Hallstatt                                                | Încarcă foto \| video | Raportează eroare |
| BZ-I-m-B-02286.05 (RAN: 48432.01.01)  | Așezare                                                         | sat Sibiciu de Sus; oraș Pătârlagele | „Dealul Burdușoaia”, pe panta de E a acestuia, între șoseaua spre Colți și drumul spre Gornet                                                 | mil. III - II, Epoca bronzului                                                 | Încarcă foto \| video | Raportează eroare |
| BZ-I-s-B-02287 (RAN: 49554.01)        | Situl arheologic de la Smeeni                                   | sat Smeeni; comuna Smeeni            | În fosta bază furajeră a CEREANIM SA Smeeni; între Smeeni și Sălcioara, pe malul drept al Călmățuiului                                        |                                                                                | Încarcă foto \| video | Raportează eroare |
| BZ-I-m-B-02287.01 (RAN: 49554.01.02)  | Necropolă                                                       | sat Smeeni; comuna Smeeni            | În fosta bază furajeră a CEREANIM SA Smeeni                                                                                                   | sec. IV p. Chr., Epoca migrațiilor, Cultura Sântanade Mureș - Cerneahov        | Încarcă foto \| video | Raportează eroare |
| BZ-I-m-B-02287.02 (RAN: 49554.01.01)  | Necropolă                                                       | sat Smeeni; comuna Smeeni            | Între Smeeni și Sălcioara, pe malul Călmățuiului                                                                                              | mil. VI - V, Neolitic                                                          | Încarcă foto \| video | Raportează eroare |
| BZ-I-s-B-02288 (RAN: 49634.01)        | Situl arheologic de la Stâlpu                                   | sat Stâlpu; comuna Stâlpu            | Movila lui Pătrașcu, la 1 km NE de sat |                                                                                | Încarcă foto \| video | Raportează eroare |
| BZ-I-m-B-02288.01 (RAN: 49634.01.06)  | Așezare                                                         | sat Stâlpu; comuna Stâlpu            | Movila lui Pătrașcu, la 1 km NE de sat | sec. X - XI, Epoca medievală timpurie                                          | Încarcă foto \| video | Raportează eroare |
| BZ-I-m-B-02288.02 (RAN: 49634.01.05)  | Necropolă                                                       | sat Stâlpu; comuna Stâlpu            | Movila lui Pătrașcu, la 1 km NE de sat | mil. I p. Chr.                                                                 | Încarcă foto \| video | Raportează eroare |
| BZ-I-m-B-02288.03 (RAN: 49634.01.04)  | Așezare                                                         | sat Stâlpu; comuna Stâlpu            | Movila lui Pătrașcu, la 1 km NE de sat | sec. V a. Chr. - I p. Chr., Latène                                             | Încarcă foto \| video | Raportează eroare |
| BZ-I-m-B-02288.04 (RAN: 49634.01.03)  | Necropolă                                                       | sat Stâlpu; comuna Stâlpu            | Movila lui Pătrașcu, la 1 km NE de sat | sec. V - III a. Chr., Latène                                                   | Încarcă foto \| video | Raportează eroare |
| BZ-I-m-B-02288.05 (RAN: 49634.01.02)  | Așezare                                                         | sat Stâlpu; comuna Stâlpu            | Movila lui Pătrașcu, la 1 km NE de sat | sec. XII - V a. Chr., Hallstatt                                                | Încarcă foto \| video | Raportează eroare |
| BZ-I-m-B-02288.06 (RAN: 49634.01.01)  | Necropolă                                                       | sat Stâlpu; comuna Stâlpu            | Movila lui Pătrașcu, la 1 km NE de sat | sec. XII - V a. Chr, Hallstatt                                                 | Încarcă foto \| video | Raportează eroare |
| BZ-I-s-B-02289 (RAN: 46821.01)        | Situl arheologic de la Sudiți                                   | sat Sudiți; comuna Gherăseni         | „La Crucea lui Ștefan”, la hotarul dintre Sudiți și Bălai                                                                                     |                                                                                | Încarcă foto \| video | Raportează eroare |
| BZ-I-m-B-02289.01 (RAN: 46821.01.04)  | Așezare                                                         | sat Sudiți; comuna Gherăseni         | „La Crucea lui Ștefan”, la hotarul dintre Sudiți și Bălai 45.01445°N 26.82111°E                                                               | sec. IX - XI, Epoca medievală timpurie, Cultura Dridu                          | Încarcă foto \| video | Raportează eroare |
| BZ-I-m-B-02289.02 (RAN: 46821.01.06)  | Necropolă                                                       | sat Sudiți; comuna Gherăseni         | „La Crucea lui Ștefan”, la hotarul dintre Sudiți și Bălai 45.01445°N 26.82111°E                                                               | sec. VIII - XI                                                                 | Încarcă foto \| video | Raportează eroare |
| BZ-I-m-B-02289.03 (RAN: 46821.01.05)  | Așezare                                                         | sat Sudiți; comuna Gherăseni         | „La Crucea lui Ștefan”, la hotarul dintre Sudiți și Bălai 45.01445°N 26.82111°E                                                               | sec. III - V p. Chr., Epoca migrațiilor                                        | Încarcă foto \| video | Raportează eroare |
| BZ-I-m-B-02289.04 (RAN: 46821.01.03)  | Așezare                                                         | sat Sudiți; comuna Gherăseni         | „La Crucea lui Ștefan”, la hotarul dintre Sudiți și Bălaia 45.01445°N 26.82111°E                                                              | mil. IV, Eneolitic, Cultura Gumelnița                                          | Încarcă foto \| video | Raportează eroare |
| BZ-I-m-B-02289.05 (RAN: 46821.01.02)  | Așezare                                                         | sat Sudiți; comuna Gherăseni         | „La Crucea lui Ștefan”, la hotarul dintre Sudiți și Bălai 45.01445°N 26.82111°E                                                               | mil. V, Neolitic mijlociu, Cultura Boian                                       | Încarcă foto \| video | Raportează eroare |
| BZ-I-m-B-02289.06 (RAN: 46821.01.01)  | Așezare                                                         | sat Sudiți; comuna Gherăseni         | „La Crucea lui Ștefan”, la hotarul dintre Sudiți și Bălai 45.01445°N 26.82111°E                                                               | mil. VI, Neolitic timpuriu, Cultura ceramicii liniare, aspectul Sudiți         | Încarcă foto \| video | Raportează eroare |
| BZ-II-m-B-02472                       | Conacul D. Hariton                                              | sat Săhăteni; comuna Săhăteni        | Str. Principală 176, în centrul satului 45.0374°N 26.5275°E                                                                                   | 1930                                                                           |                       | Raportează eroare |
| BZ-II-m-B-02473                       | Pepiniera Istrița                                               | sat Săhăteni; comuna Săhăteni        | Str. Principală 195 | sf. sec. XIX                                                                   | Încarcă foto \| video | Raportează eroare |
| BZ-II-m-B-02474                       | Biserica „Sf. Nicolae”                                          | sat Sălcioara; comuna Smeeni         | | 1926                                                                           | Încarcă foto \| video | Raportează eroare |
| BZ-II-a-B-02475                       | Ansamblul „Băile Monteoru”                                      | sat Sărata Monteoru; comuna Merei    | 45.1451°N 26.64555°E | 1895                                                                           | Încarcă foto \| video | Raportează eroare |
| BZ-II-m-B-02476                       | Mina de petrol                                                  | sat Sărata Monteoru; comuna Merei    | | 1874                                                                           |                       | Raportează eroare |
| BZ-II-m-B-02475.01                    | Vila Monteoru                                                   | sat Sărata Monteoru; comuna Merei    | 66 45.14655°N 26.64326°E | 1903                                                                           |                       | Raportează eroare |
| BZ-II-m-B-02475.02                    | Bazinele Vechi                                                  | sat Sărata Monteoru; comuna Merei    | 295 bis | 1888 – 1895                                                                    |                       | Raportează eroare |
| BZ-II-m-B-02477                       | Casa Maria Bratosin                                             | sat Sărulești; comuna Sărulești      | 48 | 1910                                                                           | Încarcă foto \| video | Raportează eroare |
| BZ-II-m-B-02478                       | Casa Alexandrina Murgoci                                        | sat Sărulești; comuna Sărulești      | 112 | 1910                                                                           | Încarcă foto \| video | Raportează eroare |
| BZ-II-a-B-02479                       | Ansamblul bisericii „Sf. Ioan”                                  | sat Săsenii Noi; comuna Vernești     | 45.2006°N 26.6978°E | 1841                                                                           |                       | Raportează eroare |
| BZ-II-m-B-02479.01                    | Biserica „Sf. Ioan”                                             | sat Săsenii Noi; comuna Vernești     | | 1841                                                                           |                       | Raportează eroare |
| BZ-II-m-B-02479.02                    | Zid de incintă                                                  | sat Săsenii Noi; comuna Vernești     | | 1841                                                                           | Încarcă foto \| video | Raportează eroare |
| BZ-II-m-B-02481 (RAN: 48432.02)       | Biserica „Nașterea Maicii Domnului”                             | sat Sibiciu de Sus; oraș Pătârlagele | 45.33575°N 26.36051°E | 1794                                                                           | Alte imagini          | Raportează eroare |
| BZ-II-a-A-02483 (RAN: 49634.10)       | Ansamblul bisericii „Sf. Dumitru”, „Sf. Împărați”               | sat Stâlpu; comuna Stâlpu            | 774 45.08527°N 26.70767°E | 1699                                                                           | Alte imagini          | Raportează eroare |
| BZ-II-m-A-02483.01 (RAN: 49634.10.01) | Biserica „Sf. Dumitru” și „Sf. Împărați”                        | sat Stâlpu; comuna Stâlpu            | 774 45.0812°N 26.7089°E | 1699                                                                           |                       | Raportează eroare |
| BZ-II-m-A-02483.02 (RAN: 49634.10.02) | Turn clopotniță                                                 | sat Stâlpu; comuna Stâlpu            | 774 45.0812°N 26.7092°E | 1699                                                                           |                       | Raportează eroare |
| BZ-II-m-A-02483.03 (RAN: 49634.10.03) | Zid de incintă                                                  | sat Stâlpu; comuna Stâlpu            | 774 | 1699                                                                           | Încarcă foto \| video | Raportează eroare |
| BZ-II-m-B-02482                       | Conacul Dr. C. Angelescu                                        | sat Stâlpu; comuna Stâlpu            | Str. Principală 776 45.08313°N 26.70919°E | sf. sec. XIX                                                                   | Încarcă foto \| video | Raportează eroare |
| BZ-IV-m-A-02543                       | Crucea dintre vii                                               | sat Săsenii Noi; comuna Vernești     | Între vii, la cca. 60 m de biserica Sf. Ioan Blagoslovul                                                                                      | 1724                                                                           | Încarcă foto \| video | Raportează eroare |
| BZ-IV-m-B-02544                       | Cruce de piatră                                                 | sat Sibiciu de Jos; comuna Pănătău   | În fața cimitirului | 1791                                                                           | Încarcă foto \| video | Raportează eroare |
| BZ-IV-m-B-02545                       | Cruce de piatră                                                 | sat Sibiciu de Jos; comuna Pănătău   | În grădina lui N. Toma | 1842                                                                           | Încarcă foto \| video | Raportează eroare |
| BZ-IV-m-B-02546                       | Cruce de piatră                                                 | sat Smârdan; comuna Brădeanu         | La cca. 1 km de sat Lipănescu | sec. XVIII                                                                     | Încarcă foto \| video | Raportează eroare |